# Saint-Jean-d'Angély
Saint-Jean-d'Angély is een gemeente in het Franse departement Charente-Maritime (regio Nouvelle-Aquitaine). De gemeente telde 6.679 inwoners op 1 januari 2022. De plaats is de onderprefectuur van het arrondissement Saint-Jean-d'Angély.

## Geschiedenis
In de vroege middeleeuwen was hier in een bocht van de rivier een klooster dat verwoest werd door de Vikingen. In 1010 werd een nieuwe abdij gesticht vanuit de Abdij van Cluny. In 1199 kreeg Saint-Jean-d'Angély stadsrechten van Eleonora van Aquitanië en haar zoon Jan zonder Land. De stadsrechten werden bevestigd door koning Filips II van Frankrijk in 1204. Tussen de 12e en de 15e eeuw was de stad afwisselend in Engels en Frans bezit. Ze werd rijk door de pelgrims op weg naar Santiago de Compostella. In de 13e eeuw werd een stadsmuur gebouwd.
In de 16e eeuw werd Saint-Jean-d'Angély een bolwerk van de hugenoten. In 1568 vernielden zij de gotische abdijkerk. Het jaar erop werd de stad belegerd door koning Karel IX van Frankrijk. In 1570 viel de stad door een verdrag toe aan de katholieken. Op 24 juni 1621 werd de stad, weer protestants geworden, heroverd door het leger van koning Lodewijk XIII. Vanaf 1622 werd de abdij terug opgebouwd in classicistische stijl. Maar ze herwon nooit haar vroegere glorie en na de Franse Revolutie werd ze afgeschaft. De abdijkerk werd deels afgebroken. In de abdijgebouwen kwam een school en een van de drie kloosters van de abdij werd afgebroken en heropgebouwd bij het stadhuis als markthal.

## Geografie
De oppervlakte van Saint-Jean-d'Angély bedroeg op 1 januari 2022 18,78 vierkante kilometer; de bevolkingsdichtheid was toen 355,6 inwoners per km². De Bourbonne stroomt door de gemeente.
De onderstaande kaart toont de ligging van Saint-Jean-d'Angély met de belangrijkste infrastructuur en aangrenzende gemeenten.

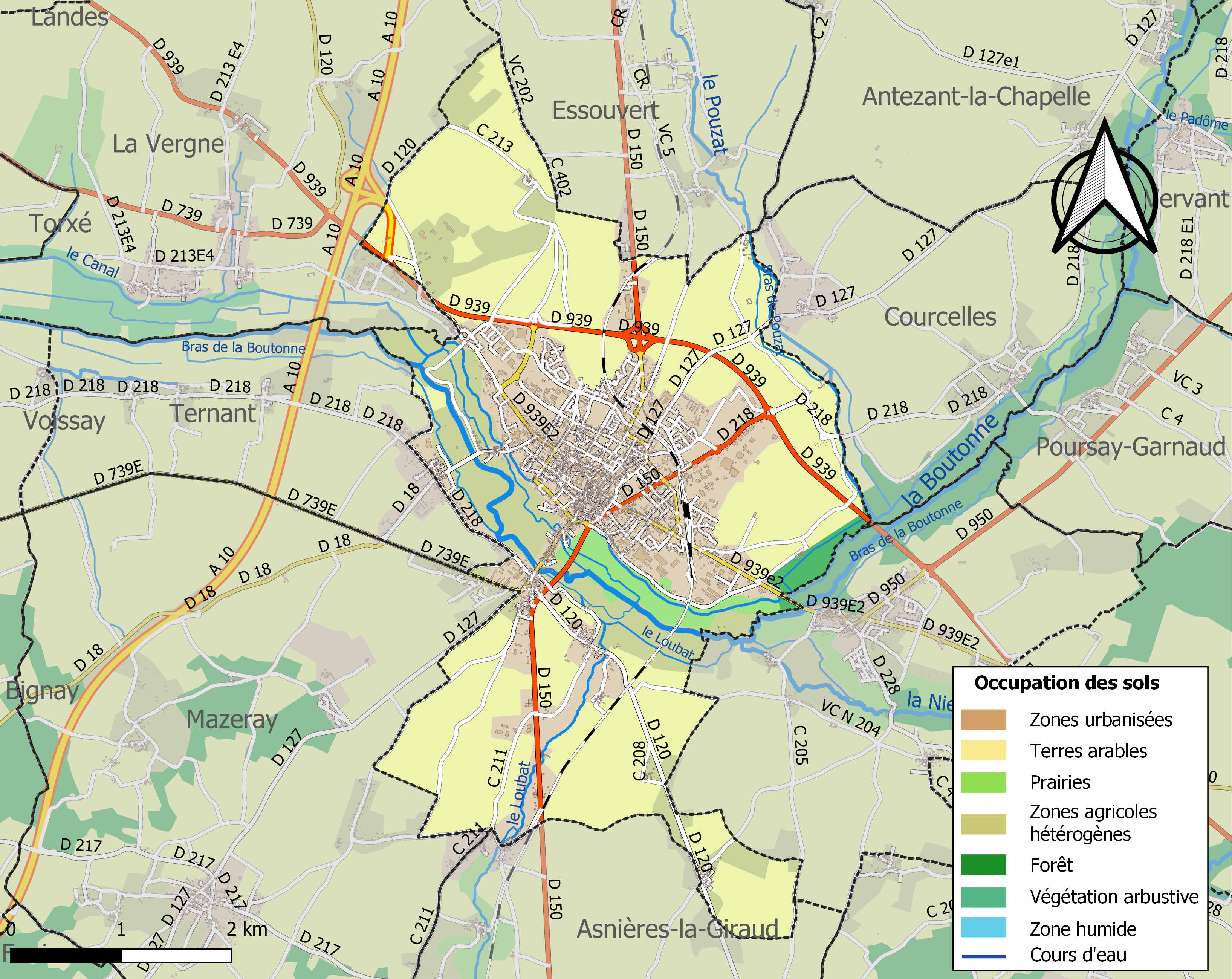

## Verkeer en vervoer
In de gemeente ligt spoorwegstation Saint-Jean-d'Angély.
De gemeente ligt aan de autosnelweg A10, afslag 34.

## Demografie
Onderstaande figuur toont het verloop van het inwonertal (bron: INSEE-tellingen).

## Bezienswaardigheden
- Musée des Cordeliers, een Musée de France met een etnografische collectie en speciale aandacht voor de Citroën-expedities naar Afrika en Azië tussen 1922 en 1932.
- Voormalige Abdij van Saint-Jean-d'Angély, werelderfgoed als deel van de Pelgrimsroutes in Frankrijk naar Santiago de Compostella.
- Tour de l'Horloge, vroeger een van de drie stadspoorten in de 13e-eeuwse stadsmuur.

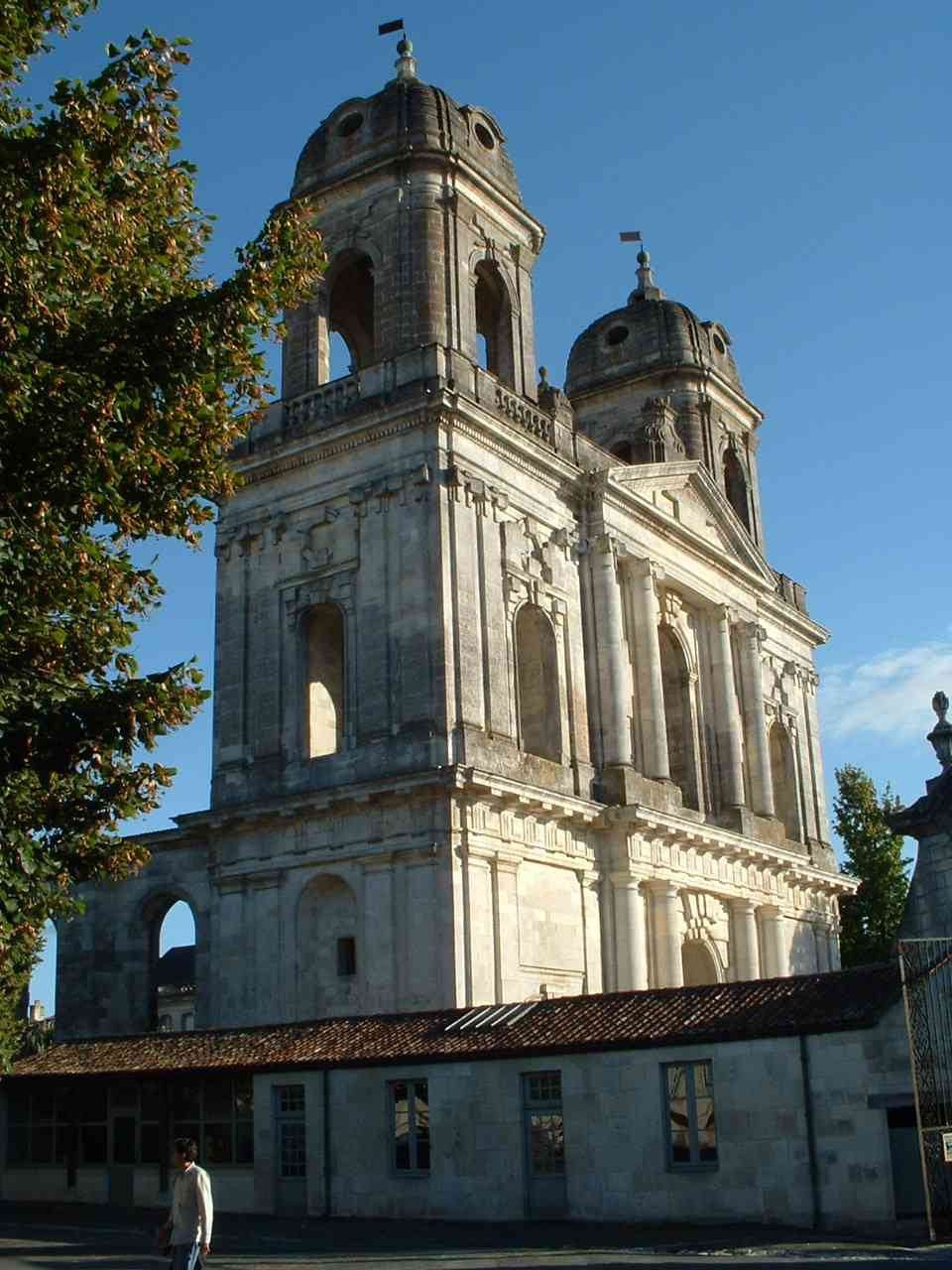
Abbaye Royale de Saint-Jean-d'Angély
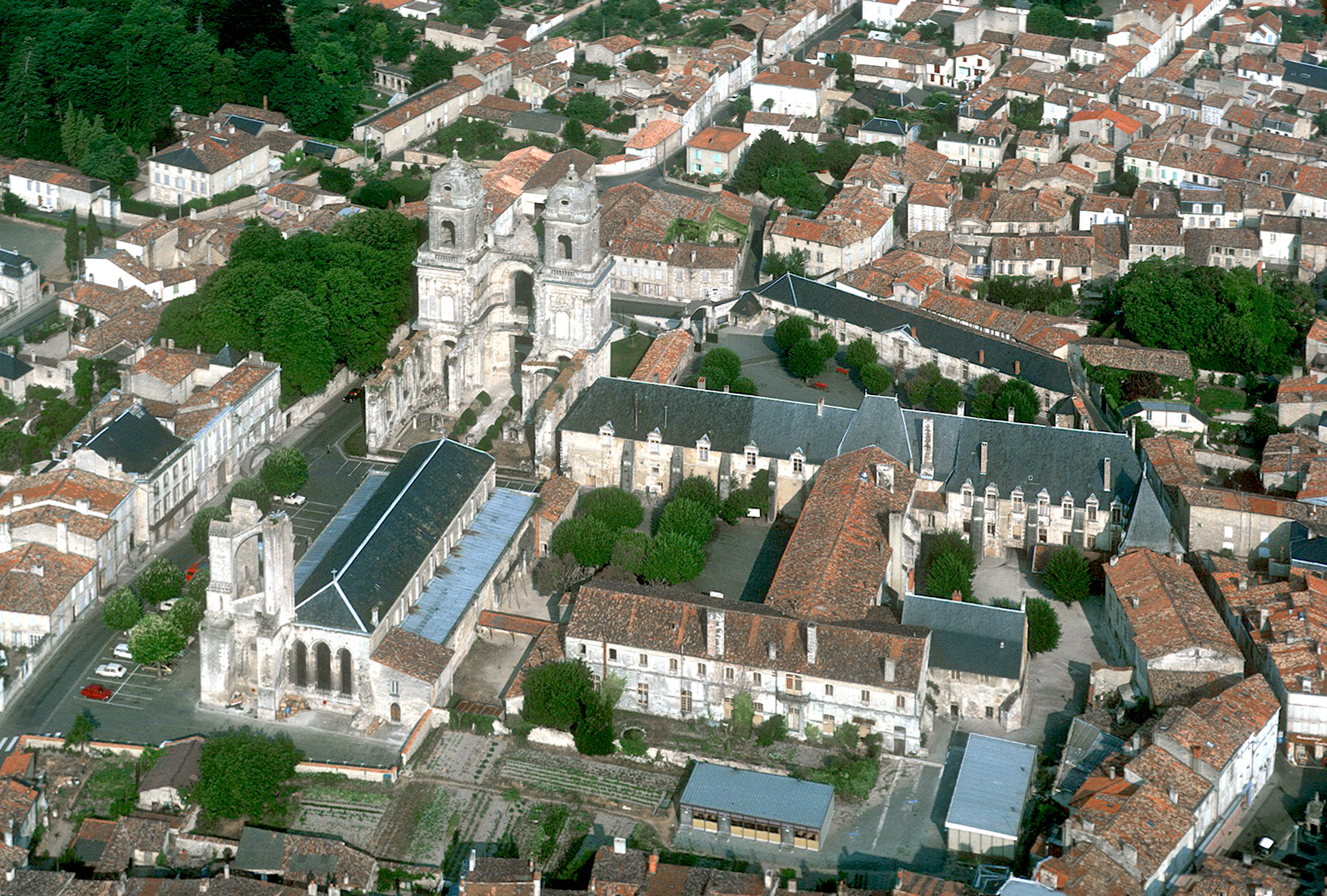
Idem
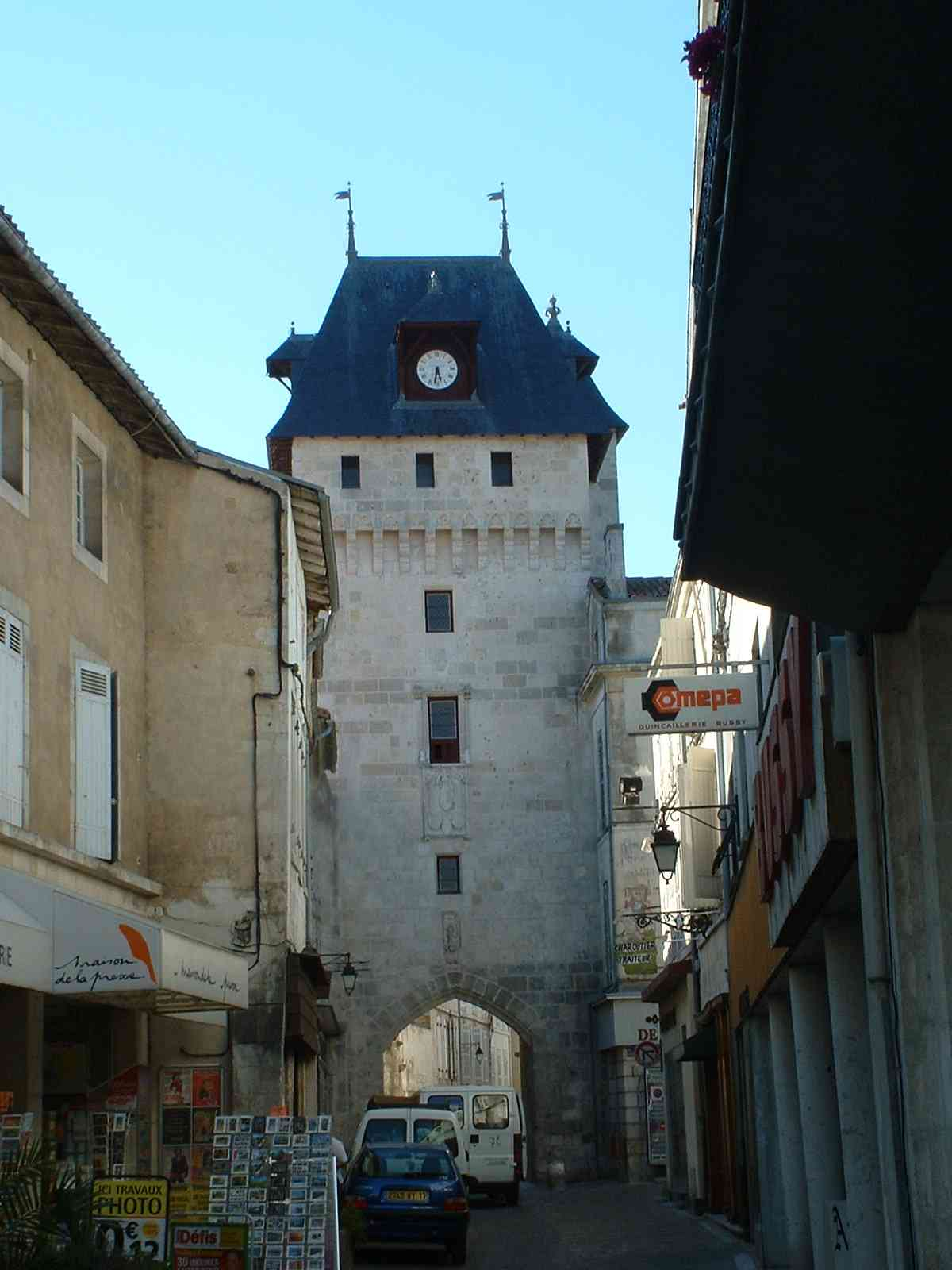
Tour de l'Horloge
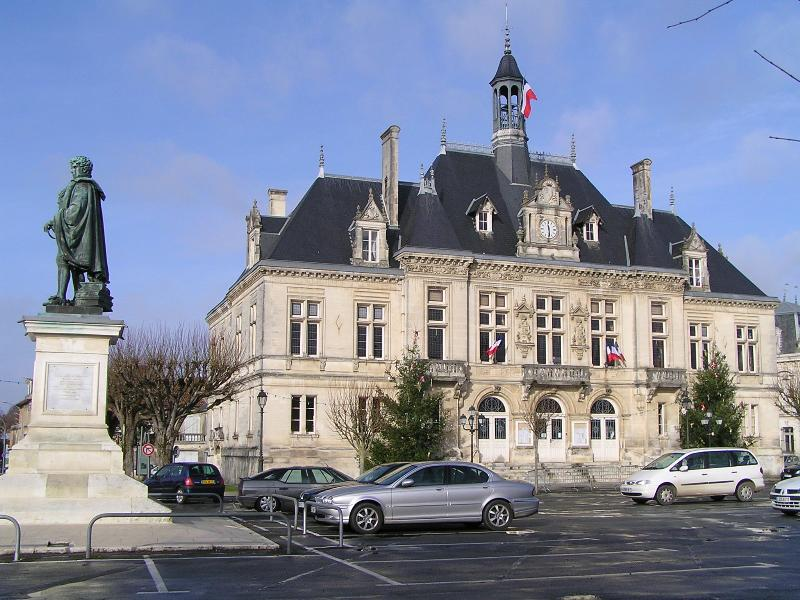
Gemeentehuis

## Geboren in Saint-Jean-d'Angély
- Franck Villard (1917-1980), acteur
- Pierre Vernier (1931), acteur